# 2012 في فنلندا
فيما يلي قوائم الأحداث التي وقعت خلال عام 2012 في فنلندا.

## أحداث
- 1 يناير – انتخابات الرئاسة الفنلندية 2012

## سياسة

### تعيين في المنصب
- 1 مارس – ساولي نينيستو رئيس فنلندا.

### انتهاء فترة المنصب
- 1 مارس – تاريا هالونن رئيس فنلندا.

## أفلام
من الأفلام التي صدرت هذه السنة في فنلندا:
- 1 يناير – السماء الحديدية من إخراج Timo Vuorensola [الإنجليزية]‏.
- 9 نوفمبر – بيكاس من إخراج كارزان قادر [الإنجليزية]‏.

## وفيات

### يناير
- 25 يناير – بافو بيرجلاند (مواليد 1929) موزع فنلندي.